# Cấu trúc luận (tâm lý học)
Trong tâm lý học, cấu trúc luận (Structuralism) là một lý thuyết về ý thức được phát triển bởi Wilhelm Wundt và học trò Edward B. Titchener. Lý thuyết này đã được thử thách trong thế kỷ 20. Nó được tranh luận là người xứng đáng với tín dụng cho việc tìm kiếm lĩnh vực tâm lý học này, nhưng nó được chấp nhận rộng rãi rằng Wundt đã tạo ra nền tảng mà Titchener mở rộng. Cấu trúc như một trường học tâm lý tìm cách phân tích tâm trí người lớn (tổng số kinh nghiệm từ sơ sinh đến hiện tại) về các thành phần đơn giản nhất và sau đó tìm cách các thành phần này kết hợp với nhau để tạo ra những trải nghiệm phức tạp hơn cũng như cách chúng tương quan với các sự kiện vật lý. Để làm điều này, các nhà tâm lý học sử dụng nội tâm, tự báo cáo về cảm giác, quan điểm, cảm xúc, v.v.